# David Frank McKinney
David Frank McKinney, oft nur Frank McKinney (* 23. Oktober 1928 in Ballymena; † 12. Juni 2001 in Saint Paul, Minnesota) war ein nordirischer Ornithologe und Verhaltensforscher, der zahlreiche Studien und Schriften veröffentlicht hat.

## Leben und Wirken
Im Jahr 1949 machte McKinney den Bachelor im Fach Zoologie an der Universität Oxford. Es folgte im Jahr 1953 sein Ph.D. an der Universität Bristol, bevor er als Post-Doktorand beim späteren Nobelpreisträger Nikolaas Tinbergen am Wildfowl and Wetlands Trust in Slimbridge arbeitete. Seine Dissertation trug den Titel Studies on the behaviour of the Anatidae (dt. „Studien zum Verhalten der Entenvögel“).
Im Jahr 1953 zog er nach Manitoba, um beim Delta Waterfowl Research Center die Wasservögel zu studieren. Hier arbeitete er zehn Jahre als stellvertretender Direktor, bevor er 1963 an das James Ford Bell Museum of Natural History in Minneapolis wechselte. Er übernahm die Position des Kurators für Ethologie und wurde Professor an der Fakultät für Ökologie, Evolution und Verhaltensforschung an der Universität von Minnesota. Beide Stellen hatte er bis zu seiner Pensionierung im Jahr 2000 inne.
McKinney galt als führender Experte für das Sozialverhalten von Schwimmenten. Er veröffentlichte mehr als 80 Forschungsarbeiten und nahm an Dutzenden Symposien und Workshops zu Themen, die von Wildtiermanagement über Spermienkonkurrenz bis zur Verhaltensanpassung von Wasservögeln auf der Südhalbkugel reichten, teil. Er war festes Inventar bei der American Ornithologists’ Union, der Animal Behavior Society, internationalen ethologischen sowie ornithologischen Konferenzen. Viele seiner vergleichenden und experimentellen Studien wurden in speziell von ihm entworfenen und gebauten Fluggehegen im Cedar Creek Ecosystem Science Reserve durchgeführt. Trotzdem führte er auch Freilandforschung mit frei lebenden Enten in Kanada, Südafrika, Australien, Neuseeland und den Bahamas durch. Er untersuchte und identifizierte viele der Hauptfaktoren für Selektionsdruck, die das Sozialverhaltensmuster von Schwimmenten beeinflussen, insbesondere ihre bemerkenswerte Diversität im Revierverhalten, ihre Promiskuität und elterliche Brutpflegemuster.
Sein Forschungszeitraum kann in zwei Forschungskarrieren eingeteilt werden. War er zu Beginn als klassischer vergleichender Ethologe ausgebildet, galt sein zweiter Schwerpunkt der akribischen Beobachtung und deren objektiven Beschreibung. Für die Verhaltensforschung lernte er in zahlreichen Expeditionen, Forschungsobjekte stundenlang ruhig zu beobachten. Zwischen den 1950ern und 1960ern lag sein Schwerpunkt hauptsächlich auf den makroevolutionären Aspekten von sozialen Signalen und anderen Verhaltensmustern bei Enten. Aber in den späten 1960ern verblasste das Interesse an diesem Forschungszweig und so orientierte er sich um. Das Buch Sexual Selection and the Descent of Man: The Darwinian Pivot von Bernard Grant Campbel (1930-) gab McKinney neue Impulse. Das Konzept des Geschlechterkonflikts brachte in ihm Zweifel an der alten Theorie der Paarbindung auf. Als Robert Ludlow Trivers (1943-) mit der These aufwartete, dass zwei verschiedene Geschlechter fast als unterschiedliche Arten betrachtet werden müssten, gestaltete das Balzverhalten zu einem Prozess des wechselseitigen Betrachtens und simultanen zusätzlichem Interesse an weiteren paarungswilligen Partnern. Enten waren auf diesem Gebiet besonders rätselhaft. McKinney hatte zu diesem Verhalten schon zahlreiche genaue Notizen von seinen früheren Beobachtungen. Diese Informationen waren wichtige Beiträge dazu, wie echte Tiere in diese aufkommenden Theorien passten. Plötzlich erkannte er, dass das drei Vögel Jagd-Verhalten, das er früher als hauptsächlich territoriales Phänomen interpretierte, nahezu immer aus zwei Männchen bestand, die schnell ein Weibchen verfolgten. Er interpretierte dieses Verhalten nun als Versuch der Einnahme eines bereits gepaarten Weibchens und dem Abwehrverhalten des Partners. Deshalb verlagerte er sein Interesse auf Verhaltensfunktionen und es begann eine 20-jährige Forschung mit der Hilfe der nationalen Wissenschaftsstiftung, in der er sich mit Spermienkonkurrenz, Partnerwechsel und anderen verwandten Themen beschäftigte.
Zu seinen wichtigsten Publikationen gehören Behavioral Specializations for River Life in the African Black Duck (Anas sparsa Eyton) aus dem Jahr 1978, Rape Among Mallards aus dem Jahr 1979, Forced Copulation in Captive Mallards I. Fertilization of Eggs aus dem Jahr 1980, Forced copulation in captive mallards (Anas platyrhynchos): II. Temporal factors aus dem Jahr 1982 und Forced Copulation in Captive Mallards III. Sperm Competition aus dem Jahr 1983.
Als Lehrkraft der Universität von Minnesota gab er Vorlesungen zu 48 unterschiedlichen akademischen Themen. Als Professor begleitete er mehr als 30 Studenten auf ihrem Weg zum Master of Science und schließlich zum Ph.D. Als Teil der Promotionskommission war er bei mehr als 150 Promotionen unterstützend. Für fast 50 Studenten betreute er Projekte zum Tierverhalten. Diese Unterstützung erstreckte sich von Fischen über Echsen bis zu den Primaten.
Als McKinney in Pension ging, nahm er sich ein Buch über das Sozialverhalten von Enten vor, das aber nie erschien. An Weihnachten des gleichen Jahres erlitt er einen Herzinfarkt. Nachdem er sich gerade so erholt hatte, wollten seine Frau und er umziehen, um sich das Leben zu erleichtern. Beim Packen erlitt er einen zweiten Infarkt, an dem er schließlich verstarb. McKinney wurde von seiner Frau Meryl, mit der er 38 Jahre verheiratet war, und seiner Mutter Nin überlebt.

## Mitgliedschaften und Ehrungen
Im Jahr 1955 wurde McKinney ein Mitglied der American Ornithologists’ Union (A.O.U.), bekam Anerkennung als gewähltes Mitglied im Jahr 1960 und als Fellow im Jahr 1975. 1994 wurde ihm die William-Brewster-Medaille für seine zahlreichen Studienbeiträge über das Sozialverhalten von Wasservögeln verliehen. Außerdem war er ein Fellow der Animal Behavior Society (A.B.S) und Mitglied der Minnesota Ornithologists’ Union (M.O.U.).

## Werke (Auswahl)
- An Observation on Redhead Parasitism. In: The Wilson Bulletin. Band 66, Nr. 2, 1954, S. 146–148 (englisch, online [PDF; 231 kB; abgerufen am 31. Dezember 2015]).
- An Analysis of the Displays of the European Eider somateria mollissima mollissima (linnaeus) and the Pacific Eider somateria mollissima v. nigra Bonaparte. In: Behaviour. Supplement No. 7, 1961, S. III, V-VII, 1–125, JSTOR:30039137.
- The Spring Behavior and Wild Steller Eiders. In: The Condor. Band 67, Nr. 4, 1965, S. 273–290 (englisch, online [PDF; 1000 kB; abgerufen am 31. Dezember 2015]).
- Spacing and chasing in breeding ducks. In: The Wildfowl Trust. Band 16, 1965, S. 92–106 (englisch, online [PDF; 795 kB; abgerufen am 31. Dezember 2015]).
- The Displays of the American Green-Winged Teal. In: The Wilson Bulletin. Band 77, Nr. 2, 1965, S. 112–121 (englisch, online [PDF; 557 kB; abgerufen am 31. Dezember 2015]).
- Displays of four species of Blue-winged Ducks. In: Living Bird. Band 9, 1970, ISSN 0459-6137, S. 29–64.
- in Donald Sankey Farner: Ecoethologigical aspects of reproduction in Breeding biology of birds : proceedings. National Academy of Sciences, Washington 1973, ISBN 0-309-02109-X, S. 6–21.
- in Gerard Baerends,  Colin Beer,  Aubrey Manning: The Evolution of duck displays in Function and Evolution in Behaviour: Essays in Honour of Professor Niko Tinbergen. Oxford University Press, Oxford 1976, ISBN 0-19-857382-0, S. 331–357.
- in Jay Seth Rosenblatt, Robert Aubrey Hinde, Colin Beer, Marie-Claire Busnel: Comparative Approaches to Social Behavior in Closely Related Species of Birds in Advances in the Study of Behavior. Band 8. Academic Press, New York 1978, ISBN 0-12-004508-7, S. 1–38, doi:10.1016/S0065-3454(08)60130-8.
- mit Walter Roy Siegfried, Irvin Joseph Ball, Jr., Peter Graham Hyde Frost: Behavioral Specializations for River Life in the African Black Duck (Anas sparsa Eyton). In: Zeitschrift für Tierpsychologie. Band 48, Nr. 4, 1978, S. 349–400, doi:10.1111/j.1439-0310.1978.tb00266.x.
- mit Julie Barrett, Scott Richard Derrickson: Rape Among Mallards. In: Science. Band 201, Nr. 4352, 1979, S. 281–282, doi:10.1126/science.201.4352.281.
- mit Walter Roy Siegfried, Irvin Joseph Ball, Jr., Peter Graham Hyde Frost: Sex ratios, morphology and growth of the African Black Duck Anas sparsa. In: The Oistrich. Band 50, Nr. 4, 1979, S. 220–239, doi:10.1080/00306525.1979.9634117.
- mit Kimberly Ming Tak Cheng, Jeffrey Thomas Burns: Forced Copulation in Captive Mallards I. Fertilization of Eggs. In: The Auk. Band 97, Nr. 4, 1980, S. 875–879 (englisch, online [PDF; 312 kB; abgerufen am 31. Dezember 2015]).
- mit Kimberly Ming Tak Cheng, Jeffrey Thomas Burns: Forced copulation in captive mallards (Anas platyrhynchos): II. Temporal factors. In: Animal Behaviour. Band 30, Nr. 3, 1982, S. 695–699 (englisch, online [PDF; 397 kB; abgerufen am 31. Dezember 2015]).
- mit Scott Richard Derrickson, Pierre Mineau: Forced Copulation in Waterfowl. In: Behaviour. Band 86, Nr. 3/4, 1983, S. 250–294, JSTOR:4534287.
- mit Kimberly Ming Tak Cheng, Jeffrey Thomas Burns: Forced Copulation in Captive Mallards III. Sperm Competition. In: The Auk. Band 100, Nr. 2, 1983, S. 302–310 (englisch, online [PDF; 654 kB; abgerufen am 31. Dezember 2015]).
- mit Kimberly Ming Tak Cheng, David John Bruggers in Robert Lincoln Smith: Sperm Competition in Apparently Monogamous Birds in Sperm Competition and the Evolution of Avian Mating Systems. Academic Press Inc., Orlando, Florida/London 1984, ISBN 0-12-412398-8, S. 523–545 (eingeschränkte Vorschau in der Google-Buchsuche).
- in Daniel Ian Rubenstein, Richard Walter Wrangham: Ecological Factors Influencing the Social Systems of Migratory Dabbling Ducks in Ecological Aspects of Social Evolution: Birds and Mammals. Princeton University Press, Princeton 1984, ISBN 0-691-08440-8, S. 53–171.
- in Patricia Adair Gowaty, Douglas Wayne Mock: Primary and Secondary Male Reproductive Strategies of Dabbling Ducks in Avian Monogamy. In: Ornithological Monographs. Nr. 37, 1985, S. 68–82 (englisch, online [PDF; 1,9 MB; abgerufen am 31. Dezember 2015]).
- mit Gwen Brewer: Parental Attendance and Brood Care in Four Argentine Dabbling Ducks. In: The Condor. Band 91, Nr. 1, 1989, S. 131–138 (englisch, online [PDF; 694 kB; abgerufen am 31. Dezember 2015]).
- mit Lisa Guminski Sorenson, Mark Hart: Multiple Functions of Courtship Displays in Dabbling Ducks (Anatini). In: The Auk. Band 107, Nr. 2, 1990, S. 188–191 (englisch, online [PDF; 369 kB; abgerufen am 31. Dezember 2015]).
- in Ben Dean Bell: Male parental care in Southern Hemisphere dabbling ducks in Acta XX Congressus Internationalis Ornithologici: Christchurch, New Zealand, 2-9 December 1990. Ornithological Congress Trust Board, Wellington 1991, ISBN 0-9597975-3-X, S. 868–875.
- in Bruce Duncan John Batt,  Alan Daynne Afton, Michael George Anderson, Claude Davison Ankney, Douglas Hamilton Johnson, John Adolph Kadlec, Gary Lee Krapu: Courtship, pair formation, and signal systems in Ecology and management of breeding waterfowl in Ecology and Management of Breeding Waterfowl. University of Minnesota Press, Minneapolis, London 1992, ISBN 0-8166-6832-9, S. 214–250.
- in Patricia Gail Parker, Nancy Tyler Burley mit Susan Evarts: Sexual Coercion in Waterfowl and Other Birds in Avian Reproductive Tactics: Female and Male Perspectives. In: Ornithological Monographs. Nr. 49, 1998, S. 163–195, doi:10.2307/40166723 (englisch, online [PDF; 3,0 MB; abgerufen am 31. Dezember 2015]).